# Substytucja (biochemia)
Uzasadnienie: Dotyczy tego samego zagadnienia, gdyż substytucja to mutacja punktowa
Substytucja – typ spontanicznej mutacji genowej, w której dochodzi do zmiany składu nukleotydowego DNA poprzez podstawienie jednej pary zasad przez inną, np. A-T zamiast G-C.
Przykładem takiej mutacji może być substytucja w zespole genów kontrolującym syntezę jednego z dwóch łańcuchów polipeptydowych hemoglobiny, łańcucha 'beta'. Jeśli w takim zespole adenina (A)zostanie zastąpiona przez tyminę (T), to wskutek tego pojawi się nowy aminokwas – walina, zamiast normalnie występującego w tym miejscu kwasu glutaminowego. W konsekwencji tej zamiany zmieni się konformacja hemoglobiny oraz kształt erytrocytu, który przybierze kształt sierpa. Erytrocyt w takiej formie jest nietrwały i szybko ulega rozpadowi, poza tym nieefektywnie transportuje tlen. U człowieka taka mutacja jest przyczyną choroby zw. anemii sierpowatej.